# Colabata jucunda
Colabata jucunda är en fjärilsart som beskrevs av Paul Dognin. Colabata jucunda ingår i släktet Colabata och familjen silkesspinnare. Inga underarter finns listade i Catalogue of Life.